# Koutiala
Koutiala város Maliban, a délkeleti Sikasso régióban található. Koutiala a róla elnevezett körzet központja. Majd 100 000 főnyi lakosságával Mali negyedik legnagyobb városa. A régió központjától, Sikassótól 140 km-re található északra. Koutiala többek között egy fejlett kórházzal és egy kisebb repülőtérrel is rendelkezik.

## Történelme
Koutialát a 16. században alapították a bambara királyságbeli Ségouból jött Coulibaly nevű uralkodócsalád tajai. Ekkor a város a minianka nép államához tartozott. Idővel azonban megjelentek a francia gyarmatosítók és Koutiala a mai Mali területén létrejött Francia-Szudán gyarmathoz került. A város csupán 1955-re kapott az európai városokéhoz hasonló jogot, vagyis önkormányzatát saját maga szervezhette meg. Ekkor alapították a város főiskoláját is. Ám 11 évvel később, Mali függetlenné válása után újra változott a közigazgatás, és azóta az 1966-os törvény alapján a városi tanácsnak kell megválasztania a polgármestert, illetve annak helyetteseit.

## Gazdaság
Koutiala főleg a gyapottermesztéséről és a növényből előállított pamutról híres, amelyet az itteniek fehér aranynak neveznek, Koutialát pedig a fővárosának. Annak ellenére, hogy ez az iparág igen népszerű és jól jövedelmező, az 1980-as évek óta stagnál, nem fejlődik. Viszont országszinten a pamutgyártás így is oly nagy mértékű, hogy Koutiala Mali második legnagyobb ipari városa. 
A gyapot mellett a gabonatermesztésnek is nagy szerepe van, főleg a köles, a cirok és a kukorica termesztése jelentős.

## Fordítás
- Ez a szócikk részben vagy egészben  a   Koutiala című angol Wikipédia-szócikk fordításán alapul.  Az eredeti cikk szerkesztőit annak laptörténete sorolja fel. Ez a jelzés csupán a megfogalmazás eredetét és a szerzői jogokat jelzi, nem szolgál a cikkben szereplő információk forrásmegjelöléseként.